# West-Eifeldistrict
Het West-Eifeldistrict is een floradistrict dat door Belgische floristen wordt gehanteerd.
Dit district, dat geheel in Duitsland ligt, sluit in het oosten aan bij het Ardens district en omvat de Kalkeifel.